# Galgyto Talea
Galgyto Talea (4 de febrero de 1988) es un futbolista surinamés que juega en la posición de delantero. Su actual equipo es el SV Notch, de la Primera división de Surinam.

## Carrera profesional
Talea debutó en el Jai Hanuman de la SVB-Eerste Klasse (Segunda división de Surinam) en la temporada 2008-09, club que ascendió de categoría, antes de emigrar al SV Robinhood a partir de la temporada siguiente. Fue traspasado al SV Notch, su actual club, en el 2012. Fue el goleador de la SVB Hoofdklasse 2012-13 con 18 tantos.

## Selección nacional
Talea es internacional con la selección de Surinam habiendo jugado en 10 ocasiones (dos goles anotados). Su primera selección tuvo lugar el 13 de octubre de 2010, contra el equipo nacional de las extintas Antillas Neerlandesas, en el marco de la Copa del Caribe de 2010.

## Palmarés

### Campeonatos nacionales
| N.º | Título                      | Club         | País    | Temporada/Año |
| --- | --------------------------- | ------------ | ------- | ------------- |
| 1   | Segunda división de Surinam | Jai Hanuman  | Surinam | 2008-09       |
| 2   | Primera división de Surinam | SV Robinhood | Surinam | 2011-12       |